# Fotosensibilisering
Fotosensibilisering innebär en ökning av ljuskänsligheten för ljus av vissa våglängder hos ett fotokemiskt eller ett biologiskt system.

## Inom industrin
Termen tillämpades först på tillsatsen av färgämnen till silverhalogenidemulsionen i ortokromatiska (blåkänsliga) filmer, som gjorde dem pankromatiska, dvs. känsliga för allt synligt ljus.

## Medicinsk fotosensibilisering (ljuskänslighet)
Fotosensibilisering av hud, som exempelvis ökad tendens till solbränna eller fotodermatit, innebär vanligen att huden reagerar abnormt med inflammation vid bestrålning med UV-ljus, men den ökade känsligheten kan även gälla synligt ljus. Fotosensibilisering kan bero på störningar i ämnesomsättningen, till exempel porfyri eller pellagra vid brist på B-vitamin. Vissa läkemedel är fotosensibiliserande och kan i kombination med solljus ge besvärliga hudinflammationer. Exempel är klorpromazin, använt inom psykiatrin samt naturläkemedlet Johannesört. Fotosensibiliserande ämnen, till exempel psoralener, och ultraviolett strålning kan användas vid behandling av hudsjukdomen psoriasis.

En del flockblommiga växter (Apiaceae) som björnloka, innehåller s.k. psoralener som gör huden ljuskänslig och kan ge upphov till akuta hudskador

## Hos djur
Hos djur är fotosensibilisering ett tillstånd där opigmenterad hud under inverkan av solljus rodnar, kliar och blir säte för en ofta djupgående inflammation. Orsaken kan vara en medfödd rubbning i porfyrinomsättningen eller en förgiftning. I det senare fallet kan giftverkan vara direkt genom intag med fodret av till exempel hypericin, som finns i johannesört, eller fagopyrin, som finns i bovete. Giftverkan kan också vara indirekt genom att växtgifter, till exempel lantanin från Lantana camara, skadar levercellerna så att de inte kan utsöndra phylloerytrin som bildas vid klorofyllets nedbrytning. Vid de första tecknen på fotosensibilisering bör djuret omedelbart skyddas för solljus. Behandlingen inriktas på att lindra inflammationen i huden.